# Barney (Dakota del Norte)
Barney es una ciudad ubicada en el condado de Richland en el estado estadounidense de Dakota del Norte. En el censo de 2010 tenía una población de 52 habitantes y una densidad poblacional de 125,48 personas por km².

## Geografía
Barney se encuentra ubicada en las coordenadas 46°15′57″N 96°59′58″O / 46.26583, -96.99944. Según la Oficina del Censo de los Estados Unidos, Barney tiene una superficie total de 0.41 km², de la cual 0.41 km² corresponden a tierra firme y (0%) 0 km² es agua.

## Demografía
Según el censo de 2010, había 52 personas residiendo en Barney. La densidad de población era de 125,48 hab./km². De los 52 habitantes, Barney estaba compuesto por el 98.08% blancos, el 0% eran afroamericanos, el 0% eran amerindios, el 0% eran asiáticos, el 0% eran isleños del Pacífico, el 0% eran de otras razas y el 1.92% pertenecían a dos o más razas. Del total de la población el 0% eran hispanos o latinos de cualquier raza.